# Avtovo
Avtovo (Russisch: Автово) is een station van de metro van Sint-Petersburg. Het station maakt deel uit van de Kirovsko-Vyborgskaja-lijn en werd op 15 november 1955 geopend als zuidelijke eindpunt van het eerste metrotracé in de stad. Het metrostation bevindt zich in het zuiden van Sint-Petersburg en dankt zijn naam aan de wijk waarin het ligt.
Het station ligt 12 meter onder de oppervlakte en beschikt over een perronhal met zuilengalerijen. Het bovengrondse toegangsgebouw is uitgevoerd in neoclassicistische stijl en bevindt zich aan de oostzijde van de Prospekt Statsjek (Stakingslaan), tussen de Oelitsa Zajtseva en de Avtovskaja oelitsa. Op de koepel boven de ruime stationshal is de tekst "Aan de heldhaftige beschermers van Leningrad, de heldenstad ontvallen, glorie tot in lengte van dagen!" aangebracht. Het station kent geen roltrappen, maar het eilandperron wordt bereikt door een met rood marmer afgewerkte brede wenteltrap. Van de 46 perronzuilen zijn er 30 bekleed met wit marmer en 16 met glas waarin een decoratief reliëf is aangebracht. Oorspronkelijk zouden alle zuilen op laatstgenoemde wijze worden uitgevoerd, maar vanwege geldgebrek en de geringe duurzaamheid van het glas kreeg dat plan geen doorgang. Het thema van de inrichting van station Avtovo is de verdediging van Leningrad. Verlichtingselementen en hekwerk zijn versierd met lauwerkransen, zwaarden en andere symbolen van militaire macht en dapperheid. Aan het einde van de perronhal is het mozaïek "De Overwinning" aangebracht, dat een vrouw met een kind in haar armen uitbeeldt, omringd door de teksten "Vrede voor de wereld" en "Onze zaak was goed - wij overwonnen". In en op het stationsgebouw zijn drie beeldhouwwerken aangebracht die eveneens naar de verdediging van de stad verwijzen.
Ten zuiden van het station bevinden zich het depot Avtovo (№ 1) en de hoofdwerkplaats van de metro, Datsjnoje (№ 2). Op 1 juni 1966 werd op het terrein van het depot een tijdelijk station Datsjnoje geopend. Bij de verdere verlenging van de Kirovsko-Vyborgskaja-lijn naar het zuiden, op 29 september 1977, werd dit bovengrondse station gesloten.